# Le Marigot

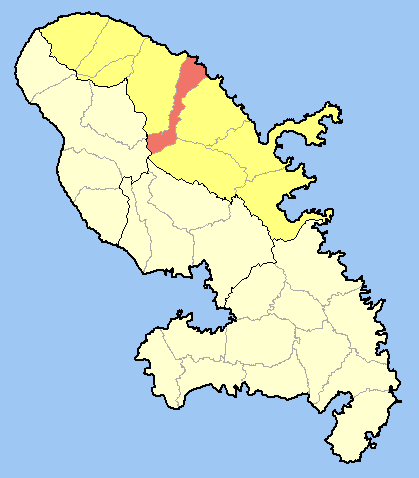
Situació de Le Marigot

Le Marigot és un municipi francès, situat a la regió de Martinica. El 2009 tenia 3.751 habitants. Està situada entre le Lorrain i Sainte-Marie, i els límits són marcats pel riu Charpentier i el rierol du Lorrain. També està envoltada per les comunes de Fonds-Saint-Denis, le Gros-Morne i l'oceà Atlàntic.

## Barris
Charpentier, Garanne, Plateforme, La Marie, Duhamelin, Fonds-d'Or, Sénéchal, le Bourg,La Pointe, Dehaumont, Fleury, Papin, Durand, Dominante, Dussaut, Duvallon, Grand-Desgras, La Débite, Crassous, Fonds-Dominique.

## Administració
| Període | Identitat      | Partit |
| ------- | -------------- | ------ |
| 2008-   | Ange Lavenaire | RDM    |

## Personatges il·lustres
- Michel Renard, Alcalde de Le Marigot de 1947 a 1995 i diputat de 1986 a 1988.
- Victor Anicet, escultor i artista plàstic.
- Eugène Mona (1943-1991), cantant.